# Starving
"Starving" is een nummer van de Amerikaanse actrice en zangeres Hailee Steinfeld samen met het duo Grey en de Russische-Duitse dj Zedd. Het nummer is geschreven door de groepsleden van Grey, Robert McCurdy, Christopher Petrosino en Asia Whitecare, en werd op 15 juli 2016 uitgebracht door Republic Records en Universal Music Group.

## Videoclip
De bijhorende videoclip is geregisseerd door Darren Craig en kwam uit op 27 september 2016. In de videoclip is Steinfeld te zien samen met vier dansers en het bevat ook een cameo van Grey.

## Hitnoteringen

### Nederlandse Top 40
| Hitnotering: 24-09-2016 t/m | Hitnotering: 24-09-2016 t/m | Hitnotering: 24-09-2016 t/m | Hitnotering: 24-09-2016 t/m | Hitnotering: 24-09-2016 t/m | Hitnotering: 24-09-2016 t/m | Hitnotering: 24-09-2016 t/m | Hitnotering: 24-09-2016 t/m | Hitnotering: 24-09-2016 t/m | Hitnotering: 24-09-2016 t/m | Hitnotering: 24-09-2016 t/m | Hitnotering: 24-09-2016 t/m | Hitnotering: 24-09-2016 t/m | Hitnotering: 24-09-2016 t/m | Hitnotering: 24-09-2016 t/m | Hitnotering: 24-09-2016 t/m | Hitnotering: 24-09-2016 t/m | Hitnotering: 24-09-2016 t/m | Hitnotering: 24-09-2016 t/m | Hitnotering: 24-09-2016 t/m | Hitnotering: 24-09-2016 t/m |
| Week:                       | 1                           | 2                           | 3                           | 4                           | 5                           | 6                           | 7                           | 8                           | 9                           | 10                          | 11                          | 12                          | 13                          | 14                          | 15                          | 16                          | 17                          | 18                          |                             |                             |
| --------------------------- | --------------------------- | --------------------------- | --------------------------- | --------------------------- | --------------------------- | --------------------------- | --------------------------- | --------------------------- | --------------------------- | --------------------------- | --------------------------- | --------------------------- | --------------------------- | --------------------------- | --------------------------- | --------------------------- | --------------------------- | --------------------------- | --------------------------- | --------------------------- |
| Positie:                    | 33                          | 20                          | 18                          | 14                          | 17                          | 15                          | 11                          | 8                           | 7                           | 8                           | 12                          | 14                          | 17                          | 20                          | 23                          | 27                          | 33                          | 40                          | uit                         |                             |

### NederlandseSingle Top 100
| Hitnotering: 03-09-2016 t/m 21/01/2017 | Hitnotering: 03-09-2016 t/m 21/01/2017 | Hitnotering: 03-09-2016 t/m 21/01/2017 | Hitnotering: 03-09-2016 t/m 21/01/2017 | Hitnotering: 03-09-2016 t/m 21/01/2017 | Hitnotering: 03-09-2016 t/m 21/01/2017 | Hitnotering: 03-09-2016 t/m 21/01/2017 | Hitnotering: 03-09-2016 t/m 21/01/2017 | Hitnotering: 03-09-2016 t/m 21/01/2017 | Hitnotering: 03-09-2016 t/m 21/01/2017 | Hitnotering: 03-09-2016 t/m 21/01/2017 | Hitnotering: 03-09-2016 t/m 21/01/2017 | Hitnotering: 03-09-2016 t/m 21/01/2017 | Hitnotering: 03-09-2016 t/m 21/01/2017 | Hitnotering: 03-09-2016 t/m 21/01/2017 | Hitnotering: 03-09-2016 t/m 21/01/2017 | Hitnotering: 03-09-2016 t/m 21/01/2017 | Hitnotering: 03-09-2016 t/m 21/01/2017 | Hitnotering: 03-09-2016 t/m 21/01/2017 | Hitnotering: 03-09-2016 t/m 21/01/2017 | Hitnotering: 03-09-2016 t/m 21/01/2017 |
| Week:                                  | 1                                      | 2                                      | 3                                      | 4                                      | 5                                      | 6                                      | 7                                      | 8                                      | 9                                      | 10                                     | 11                                     | 12                                     | 13                                     | 14                                     | 15                                     | 16                                     | 17                                     | 18                                     | 19                                     | 20                                     |
| -------------------------------------- | -------------------------------------- | -------------------------------------- | -------------------------------------- | -------------------------------------- | -------------------------------------- | -------------------------------------- | -------------------------------------- | -------------------------------------- | -------------------------------------- | -------------------------------------- | -------------------------------------- | -------------------------------------- | -------------------------------------- | -------------------------------------- | -------------------------------------- | -------------------------------------- | -------------------------------------- | -------------------------------------- | -------------------------------------- | -------------------------------------- |
| Positie:                               | 74                                     | 56                                     | 34                                     | 25                                     | 22                                     | 15                                     | 14                                     | 13                                     | 12                                     | 14                                     | 13                                     | 14                                     | 11                                     | 18                                     | 20                                     | 23                                     | 23                                     | 23                                     | 19                                     | 20                                     |
| Week:                                  | 21                                     | 22                                     | 23                                     | 24                                     | 25                                     | 26                                     |                                        |                                        |                                        |                                        |                                        |                                        |                                        |                                        |                                        |                                        |                                        |                                        |                                        |                                        |
| Positie:                               | 24                                     | 36                                     | 39                                     | 45                                     | 54                                     | 72                                     |                                        |                                        |                                        |                                        |                                        |                                        |                                        |                                        |                                        |                                        |                                        |                                        |                                        |                                        |

### NederlandseMega Top 50
| Hitnotering: 24-09-2016 t/m 21 januari 2017 | Hitnotering: 24-09-2016 t/m 21 januari 2017 | Hitnotering: 24-09-2016 t/m 21 januari 2017 | Hitnotering: 24-09-2016 t/m 21 januari 2017 | Hitnotering: 24-09-2016 t/m 21 januari 2017 | Hitnotering: 24-09-2016 t/m 21 januari 2017 | Hitnotering: 24-09-2016 t/m 21 januari 2017 | Hitnotering: 24-09-2016 t/m 21 januari 2017 | Hitnotering: 24-09-2016 t/m 21 januari 2017 | Hitnotering: 24-09-2016 t/m 21 januari 2017 | Hitnotering: 24-09-2016 t/m 21 januari 2017 | Hitnotering: 24-09-2016 t/m 21 januari 2017 | Hitnotering: 24-09-2016 t/m 21 januari 2017 | Hitnotering: 24-09-2016 t/m 21 januari 2017 | Hitnotering: 24-09-2016 t/m 21 januari 2017 | Hitnotering: 24-09-2016 t/m 21 januari 2017 | Hitnotering: 24-09-2016 t/m 21 januari 2017 | Hitnotering: 24-09-2016 t/m 21 januari 2017 | Hitnotering: 24-09-2016 t/m 21 januari 2017 | Hitnotering: 24-09-2016 t/m 21 januari 2017 | Hitnotering: 24-09-2016 t/m 21 januari 2017 |
| Week:                                       | 1                                           | 2                                           | 3                                           | 4                                           | 5                                           | 6                                           | 7                                           | 8                                           | 9                                           | 10                                          | 11                                          | 12                                          | 13                                          | 14                                          | 15                                          | 16                                          | 17                                          | 18                                          |                                             |                                             |
| ------------------------------------------- | ------------------------------------------- | ------------------------------------------- | ------------------------------------------- | ------------------------------------------- | ------------------------------------------- | ------------------------------------------- | ------------------------------------------- | ------------------------------------------- | ------------------------------------------- | ------------------------------------------- | ------------------------------------------- | ------------------------------------------- | ------------------------------------------- | ------------------------------------------- | ------------------------------------------- | ------------------------------------------- | ------------------------------------------- | ------------------------------------------- | ------------------------------------------- | ------------------------------------------- |
| Positie:                                    | 33                                          | 28                                          | 24                                          | 21                                          | 19                                          | 19                                          | 17                                          | 12                                          | 13                                          | 13                                          | 16                                          | 17                                          | 23                                          | 24                                          | 24                                          | 23                                          | 27                                          | 36                                          | uit                                         |                                             |

## Releasedata
| Land                | Releasedatum    | Formaat        | Label               |
| ------------------- | --------------- | -------------- | ------------------- |
| Verenigde Staten    | 19 juli 2016    | Radio          | Republic            |
| Wereldwijd          | 22 juli 2016    | Muziekdownload | Republic, Universal |
| Verenigd Koninkrijk | 14 oktober 2016 | Radio          | Republic            |
| Italië              | 28 oktober 2016 | Radio          | Universal           |